# František Bartoš
František Bartoš (10 mei 1926 - 21 januari 1987) was een motorcoureur uit Tsjecho-Slowakije. Zijn beste seizoen was dat van 1957, toen hij als fabriekscoureur van CZ negende werd in de 125cc-klasse van het wereldkampioenschap wegrace. 
In het begin van de jaren vijftig begonnen de motorfietsfabrikanten in het Oostblok actief te worden in de motorsport, met een duidelijke rolverdeling: In Tsjecho-Slowakije begon Jawa met de ontwikkeling van zware (500 cc)- en 350cc-viertaktmotoren die in internationale wegraces werden ingezet. In de Duitse Democratische Republiek ging de Industrieverband Fahrzeugbau (IFA) zich bezighouden met de doorontwikkeling van lichte tweetaktmotoren, die door Kurt Kampf was opgestart maar die in 1953 was overgedragen op Walter Kaaden. De lichte viertaktmotoren werden gebouwd bij CZ door chefconstructeur Jaroslav Walter, een zoon van Josef Walter, die al in 1902 de Walter-motorfietsen in Praag had gebouwd.

## Carrière

### 1956
Jaroslav Walter bouwde in 1955 een 250cc-eencilinder met alle toen moderne techniek: een dubbele bovenliggende nokkenas die door een koningsas werd aangedreven en met een "vierkante" motor met een boring-slagverhouding van 68 x 68 mm. Tot veler verrassing won František Bartoš in 1956 al de Rupert Hollaus-herdenkingsrace in Salzburg, waarbij hij regerend wereldkampioen Hermann Paul Müller met de NSU Sportmax versloeg. Deze overwinning was pijnlijk voor NSU, omdat Hollaus fabrieksrijder voor het merk was geweest en men niet verwacht had dat NSU-rijder Müller verslagen zou worden. In hetzelfde jaar werd Bartoš vijfde in de Lightweight 250 cc TT op het eiland Man en met een 125cc-versie van de machine werd hij zesde in de TT van Assen. 

### 1957
In het seizoen 1957 werd hij in de Lightweight TT vierde en in de 125cc-Ultra-Lightweight TT zevende. In de 250cc-TT van Assen werd hij vijfde, net als in de 250cc-GP van België. Daar werd hij in de 125cc-race vierde. 

Hierna stopte CZ met haar fabrieksdeelname aan het WK-wegrace, waarschijnlijk omdat het Oost-Duitse MZ (de opvolger van IFA) veel betere resultaten behaalde met haar tweetakten. Ook František Bartoš stopte met racen. 

## Wereldkampioenschap wegrace resultaten
| Jaar | Klasse | Team | Motorfiets | 1       | 2     | 3     | 4     | 5     | 6     | Punten | Plaats | Overwinningen |                                         | Wereldkampioen |
| ---- | ------ | ---- | ---------- | ------- | ----- | ----- | ----- | ----- | ----- | ------ | ------ | ------------- | --------------------------------------- | -------------- |
| 1956 | 125 cc | CZ   | CZ 125     | IOM DNF | NED 6 | BEL - | DUI - | ULS - | NAT - | 1      | 19e    | 0             | Carlo Ubbiali, MV Agusta 125 Bialbero   |                |
| 1956 | 250 cc | CZ   | CZ 250     | IOM 5   | NED - | BEL - | DUI - | ULS - | NAT - | 3      | 12e    | 0             | Carlo Ubbiali, MV Agusta 250 Bialbero   |                |
| 1957 | 125 cc | CZ   | CZ 125     | DUI -   | IOM 7 | NED - | BEL 4 | ULS - | NAT - | 3      | 9e     | 0             | Tarquinio Provini, Mondial 125 Bialbero |                |
| 1957 | 250 cc | CZ   | CZ 250     | DUI -   | IOM 4 | NED - | BEL 5 | ULS - | NAT - | 5      | 11e    | 0             | Cecil Sandford, Mondial 250 Bialbero    |                |